# جعفرآباد (مقاطعة فسا)
جعفرآباد (بالفارسية: جعفرآباد) هي قرية تقع في قسم كوشك قاضي الريفي في إيران. يقدر عدد سكانها بـ 45 نسمة .